# Scalmatica zernyi
Scalmatica zernyi är en fjärilsart som beskrevs av László Anthony Gozmány. Scalmatica zernyi ingår i släktet Scalmatica och familjen äkta malar. Inga underarter finns listade.